# Borgerlige Partisaner
Borgerlige Partisaner (BOPA) (på svenska: Medborgarpartisaner) var en dansk organisation grundad av kommunister och tidigare Spanienfrivilliga som genomförde sabotage mot nazisterna under andra världskriget.

## Historia
Inledningsvis kallade sig gruppen för KOPA (Kommunistiska Partisaner), men från och med våren 1943 rekryterades även icke-kommunister, namnet ändrades och man började fungera som en paraplyorganisation för en mängd mindre organisationer med samma mål, politiskt ursprung åsidosatt. Gruppen hade som mest ungefär 125-175 medlemmar, utförde över tusen aktioner och 38 medlemmar stupade. Gruppen svarade för en av ockupationens största enskilda sabotage i destruktionen av radiofabriken Torotor i Ordrup den 2 januari 1945. Bland andra aktioner kan nämnas dem mot Always, Ambi, Atlas (metallindustri), Burmeister & Wain, Dan, General Motors, Glud & Marstrand (metallindustri), Globus, Nordwerk, Neutrofon och Riffelsyndikatet. 
Bopa utförde också bland annat angrepp på tyska militäranläggningar, diverse vapenstölder, fritagningsaktioner för arresterade medlemmar samt likvideringar av angivare (enligt inofficiella listor ca. 20 stycken). 
De större aktionerna möjliggjordes av att man lyckats införskaffa en större mängd sprängmedel genom stölder. För de största sprängningarna användes så mycket som upp till åttio kilo sprängmedel.  En annan viktig faktor var att man ofta lyckades infiltrera fabrikerna, något som gjorde att man kunde smuggla in sprängämnen och vapen under en lång period i små kvantiteter och genomföra aktionerna utan civila offer. Man hade också en stor mängd sympatisörer som hjälpte till med att förfalska ID-handlingar, tillhandahålla kost och logi för sabotörer som tvingades gå under jorden och diverse logistiska tjänster. När folkstrejken inleddes under 1944 övergick man till att utföra sabotage på radioutrustningsrelaterade fabriksverksamheter.
En vanlig BOPA-gren utgjordes av runt 5-6 grupper à 6-7 man. Personalen byttes ofta ut, eftersom man efter en kort tid som aktiv motståndsman ofta antingen tillfångatogs av de tyska säkerhetsstyrkorna eller flydde till Sverige för att undkomma arrestering.
BOPA tillverkade till viss del sina egna vapen, däribland Sten (kulsprutepistol).